# Elbella
Elbella este un gen de fluturi din familia Hesperiidae. 

## Specii
- Elbella adonis (Bell, 1931) Argentina, Paraguay, Brazilia
- Elbella azeta (Hewitson, [1866]) Guatemala, Panama, Peru, Brazilia.
- Elbella biscuspis de Jong, 1983 Surinam.
- Elbella blanda Evans, 1951)Peru.
- Elbella dulcinea (Plötz, 1879) Columbia
- Elbella etna Evans, 1951 Bolivia, Argentina, Peru, Brazilia
- Elbella hegesippe (Mabille & Boullet, 1908)
- Elbella intersecta (Herrich-Schäffer, 1869) Venezuela, Brazilia, Peru
- Elbella iphinous (Latreille, [1924]) Brazilia
- Elbella lamprus (Hopffer, 1874) Argentina, Paraguay, Brazilia
- Elbella lustra Evans, 1951 Columbia
- Elbella luteizona (Mabille, 1877) Brazilia
- Elbella madeira Mielke, 1995 Brazilia
- Elbella mariae (Bell, 1931) Brazilia
- Elbella merops (Bell, 1934) Columbia
- Elbella miodesmiata (Röber, 1925)Mexic, Columbia
- Elbella patrobas (Hewitson, 1857) Mexic, Panama, Columbia, Peru Brazilia.
- Elbella patroclus (Plötz, 1879) Columbia, Bolivia, Ecuador, Argentina, Peru
- Elbella rondonia Mielke, 1995 Brazilia
- Elbella scylla (Ménétriés, 1855) Mexic, Columbia, Bolivia, Peru.
- Elbella theseus (Bell, 1934) Brazilia
- Elbella viriditas (Skinner, 1920) Bolivia, Paraguay Brazilia.